# Rancho Mirage
Rancho Mirage er en by i Riverside County i den sydlige del af delstaten Californien, USA. Byen voksede frem i 1920-30'erne, men blev ikke kendt før efter 2. verdenskrig, da stedet blev opdaget af personer som Frank Sinatra, Bob Hope, Fred Astaire og Ginger Rogers. Byen har i dag 12 golfbaner.
Den tidligere amerikanske præsident Gerald Ford købte et hus i Rancho Mirage, hvor han døde i 2006.